# Lynn Haven
Lynn Haven és una població dels Estats Units a l'estat de Florida. Segons el cens del 2000 tenia 12.451 habitants.

## Demografia
Segons el cens del 2000, Lynn Haven tenia 12.451 habitants, 4.898 habitatges, i 3.649 famílies. La densitat de població era de 589,9 habitants/km².
Dels 4.898 habitatges en un 35,9% hi vivien nens de menys de 18 anys, en un 58,8% hi vivien parelles casades, en un 12,5% dones solteres, i en un 25,5% no eren unitats familiars. En el 21,8% dels habitatges hi vivien persones soles el 7,6% de les quals corresponia a persones de 65 anys o més que vivien soles. El nombre mitjà de persones vivint en cada habitatge era de 2,54 i el nombre mitjà de persones que vivien en cada família era de 2,95.
Per edats la població es repartia de la següent manera: un 26,1% tenia menys de 18 anys, un 7,2% entre 18 i 24, un 30,4% entre 25 i 44, un 24,3% de 45 a 60 i un 12% 65 anys o més.
L'edat mediana era de 37 anys. Per cada 100 dones de 18 o més anys hi havia 90,1 homes.
La renda mediana per habitatge era de 42.105 $ i la renda mediana per família de 48.904 $. Els homes tenien una renda mediana de 33.698 $ mentre que les dones 24.707 $. La renda per capita de la població era de 20.330 $. Entorn del 6,2% de les famílies i el 7,2% de la població estaven per davall del llindar de pobresa.

## Poblacions més properes
El següent diagrama mostra les poblacions més properes.